# Kojot prérijní
Kojot prérijní (Canis latrans) je severoamerická šelma z čeledi psovitých. Jeho jméno pochází z aztéckého slova coyōtl.

## Rozměry
- Výška v kohoutku: 60 cm
- Délka: 100 až 135 cm
- Délka ocasu: 40 cm
- Hmotnost: samci 8–20 kg (výjimečně až 34 kg), samice 7–18 kg

## Rozšíření
Kojoti původně žili na skalnatých rovinách v severním Mexiku, odkud postupně pronikali dále na sever. Dnes se nacházejí v celé Severní Americe, od pouští a polopouští na jihozápadě až po Aljašku.

## Potrava
Kojot je masožravec. Loví hlodavce, malé ptáky, různé vodní živočichy, ale i vidlorohy. Dokáže vyvinout poměrně velkou rychlost, na vzdálenost 1,5 km může běžet rychlostí 48 km/h a na kratší vzdálenost i rychleji. Živí se nicméně také zdechlinami, v blízkosti lidských sídel požírá odpadky. V nouzi se dokáže spokojit jen s trávou a ovocem. Je pravda, že napadá i člověka, ale útoky málokdy končí fatálně.

## Rozmnožování
Kojotí říje probíhá od února do března. Samci sice mezi sebou bojují, konečná volba však závisí na feně, která si tak může vybrat i poraženého. Takto vzniklé páry spolu zůstávají po celý život. Před porodem si samice za pomoci svého partnera vybuduje doupě, jež se stane útočištěm pro ni a pro štěňata. Někdy kojoti obsadí jezevčí nebo liščí noru. Po devítitýdenní březosti vrhne fena čtyři až deset mláďat, která kojí 7–10 týdnů. Ve stáří tří až čtyř týdnů jsou štěňata schopna přijímat pevnou stravu. Samec se stará o přísun potravy a hlídá okolí brlohu. Dovnitř však již nevstupuje. Do dosažení úplné dospělosti, tj. do věku 20 měsíců, doprovázejí mladí kojoti své rodiče, pak se osamostatňují a zakládají si vlastní rodiny nebo smečky.

## Způsob života

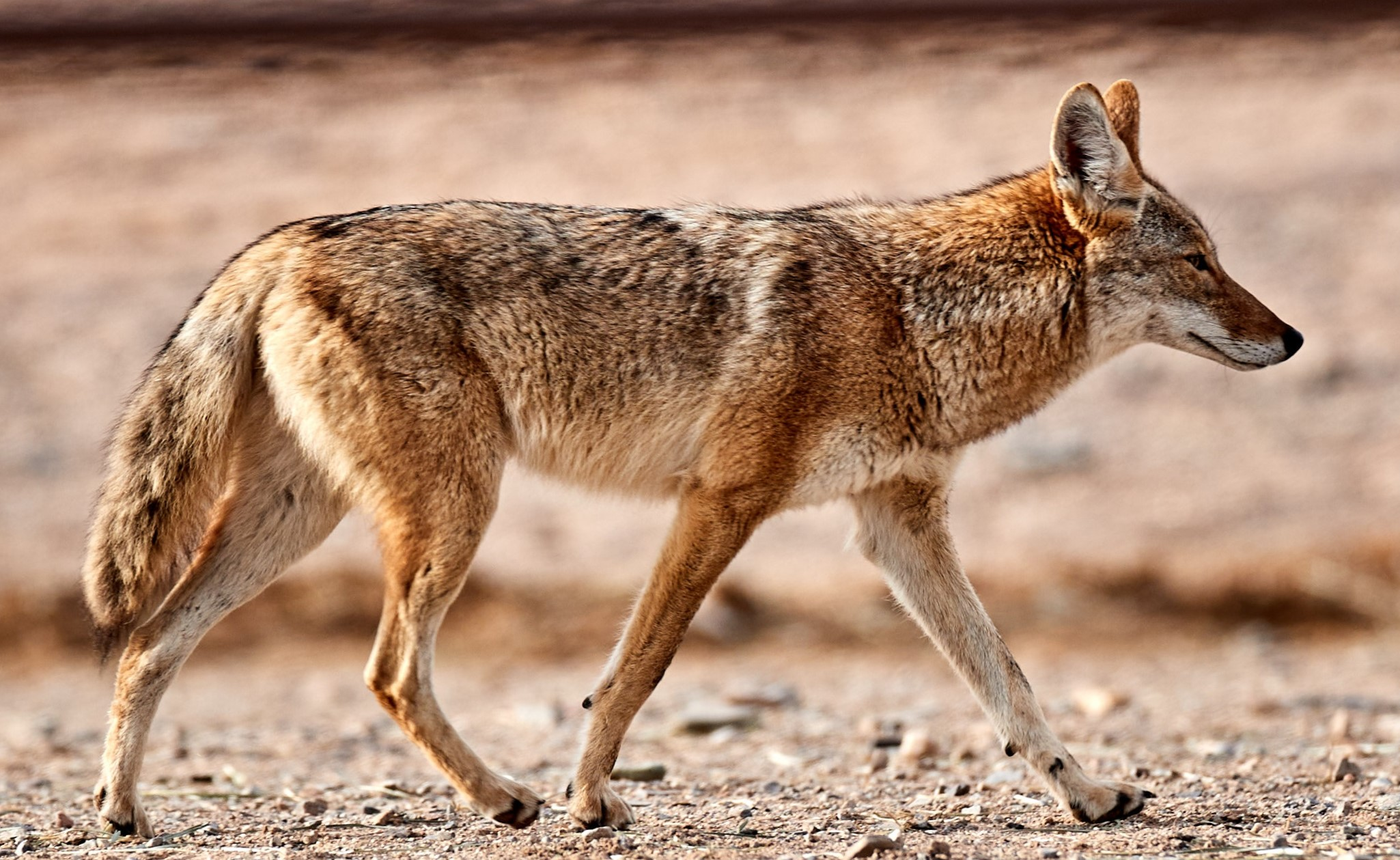
Kojot prérijní

Kojoti žijí v párech nebo v rodinných smečkách. Pečlivě hlídají hranice svého teritoria, jež si značkují močí a trusem.

## Uctívané i zatracované zvíře
Kojot hraje významnou roli v mytologii severoamerických Indiánů, kde často vystupuje jako šprýmař, potměšilý šibal, který na jedné straně ostatním tvorům pomáhá, ovšem na druhou stranu si z nich tropí nejapné žerty nebo se je snaží všemožně přelstít, aby získal to, co chce. Ne vždy mu ale jeho plány vyjdou. Některé kmeny, např. Vraní indiáni, Juteové, Pajutové nebo původní obyvatelé Kalifornie ho považují za stvořitele světa. Komančové věří, že naučil lidi rozdělávat oheň a lovit bizony. Podle Navahů kojot přinesl na svět smrt, aby zabránil přelidnění. V příbězích Apačů, Čejenů nebo Lakotů je kojot zobrazen především jako drzý a zlomyslný šibal, který se snaží ostatní bytosti přelstít a podvést, což se mu většinou povede, ale mnohdy potom na svou chtivost a zlomyslnost doplatí. Kojota uctívali také Aztékové, a to v podobě božstva hudby a tance jménem Huehuecoyotl „Stařík kojot“. Slovo kojot pochází z aztéckého jazyka nahuatl, kde má podobu coyotl. V aztéckém umění se často objevuje motiv kojota na péřových mozaikách, sochách, reliéfech či ilustracích v kodexech. Indiánskými bajkami a pohádkami o kojotových šibalských kouscích byla inspirována americká animovaná groteska Wile E. Coyote and Road Runner.
Bílí farmáři však mají na kojoty jiný názor. Mnoho z nich je přesvědčeno, že tato zvířata jsou úhlavními nepřáteli jejich stád dobytka, a proto je nemilosrdně střílejí. Dříve byli kojoti rovněž chytáni do želez, tráveni kyanidem a strychninem. Ročně je tak v USA zabito na 90 000 kojotů. Ve skutečnosti kojoti napadají ovce a telata pouze tehdy, není-li v oblasti dostatek potravy.
Kojoti se v Michiganu velmi často odváží až na terasu lidských obydlí, kde rádi olizují tuk z grilů.